# Fred Apke
Fred Apke (ur. 9 maja 1959 w Bad Oeynhausen) – niemiecki dramaturg, reżyser i aktor działający w Polsce.

## Życiorys
Wychował się w Westfalii w małej miejscowości nad Wezerą. W wieku trzynastu lat trafił do szkoły z internatem. Po maturze odbył służbę cywilną w domu starców, a następnie wyruszył w dłuższą podróż do Włoch i na Sycylię, gdzie napisał pierwsze próbki do filmu i angażował się w działalność Partii Radykałów (Partito Radicale).
W 1981 wrócił do Niemiec i po przerwaniu studiów na uniwersytecie (historia i literatura) rozpoczął naukę w Szkole Teatralnej imienia Fritza-Kirchhoffa w Berlinie (Schauspielschule „Der Kreis“) i po ukończeniu studiów grał w filmie i w teatrze.
W 1985 podjął współpracę z Teatrem Scena Polska Hamburg, który założyli polscy aktorzy – emigranci w czasie stanu wojennego. W 1986 dostał propozycję zagrania w norweskim filmie, wyjechał i został w Norwegii przez następnych kilka lat, gdzie pisał dla telewizji i teatru oraz zaczął reżyserować. Sztuką Z powodu choroby zamknięte zadebiutował w Black Box Teater w Oslo.
Od 1991 coraz częściej bywał w Niemczech i pracował jako aktor i reżyser w wielu teatrach (m.in. Kampnagelfabrik Hamburg, TIK Theater Hamburg, Stadttheater Herford, Landestheater Detmold, Komödie Kassel, Stadttheater Fürth, Tafelhalle Nürnberg, Theater am Halleschen Ufer Berlin (Kerkhof-Ensemble), Theater am Ufer Berlin, Deutsches Theater Berlin (Baracke), Theater Bremen).
Od czasu inscenizacji Fausta (2003) w Bałtyckim Teatrze Dramatycznym w Koszalinie związał się z Polską. W warszawskim Teatrze Na Woli wyreżyserował swoją komedię Kura na plecach z udziałem Marty Klubowicz, Artura Barcisia i Mirosława Zbrojewicza (2004), a następnie w Teatrze Rozrywki w Chorzowie Odjazd z 'songami' skomponowanymi przez Renatę Przemyk (2005). W 2007 napisał i wyreżyserował sztukę o Josephie von Eichendorffie Pan Baron Przychodzi Boso i Płaci Guzikiem (przedstawienie impresaryjne). Na podstawie Kury na plecach Eugeniusz Korin w Teatrze Bajka w Warszawie wyreżyserował przedstawienie Ucho van Gogha z Jolantą Fraszyńską, Michałem Żebrowskim i Aleksandrem Machalicą.
W roku 2008 w Teatrze Komedia w Warszawie w koprodukcji z Teatrem Powszechnym w Radomiu wyreżyserował tragifarsę małżeńską Zimny prysznic. Jego komedia Letnisko, która w maju 2011 została wystawiona też w Teatrze Powszechnym w Łodzi. Sztuka Adonis ma gościa została przetłumaczona na angielski, czeski, bułgarski oraz na gwarę śląską. Prapremierę tej sztuki wyreżyserował w Teatrze Rozrywki w Chorzowie, w czerwcu 2011 wystawił również w Teatrze Roma. W czerwcu 2011 w Teatrze Druga Strefa w Warszawie Fred Apke wyreżyserował monodram Dziękuję Tatusiu swojego autorstwa. Rolę bohatera zagrał dyrektor tego teatru Sylwester Biraga.

## Charakterystyka dorobku
Jego komedie często zajmują się postaciami wywodzącymi się z biednego i bogatego mieszczaństwa (Kura na Plecach, Zimny Prysznic, Warszawa Love Story, Ciach Nogę, Mrożona papuga, Letnisko, Pies i Pchły, Dziękuję Tatusiu) które rozpaczliwie walczą o porządek i związek z chaotycznym, zepsutym brakiem humanitaryzmu i bezdusznością światem. W innych zaś sztukach jako artysta interesuje się ludźmi żyjącymi poza społeczeństwem lub wbrew przyjętym regułom, których sytuacja egzystencjalna zmusza do wystawienia swojej inności na próbę. Wciąż też w teraźniejszości i historii poszukuje mitologicznych motywów. (Przepis na Golema – Odjazd – Hades – Schwebende Lasten – Balance). Okazyjnie pisze też sztuki dla dzieci (Cesarz na Śmietniku, W Międzyczasie, Adonis ma Gościa).
Na zamówienie powstały adaptacje, libretta i przekłady: „Werther“ według „Cierpień Młodego Wertera“ Goethego– „Słowik i Róża“ – libretto według Oscara Wilde‘a – „Ackermann i Śmierć“ według Johannesa von Saaz – „Mysterien“ według Knuta Hamsuna. „Nora“ – „Peer Gynt“ według Henrika Ibsena, oraz „Pelikan“ według Augusta Strindberga.
W wielu różnych formach i rodzajach jego twórczości przewija się jeden motyw: tragikomiczne usiłowanie uwolnienia się od stereotypów myślenia i działania przez ludzi wszystkich klas i pokrojów. Nawet, gdy przegrywają tę walką odzyskują przez to honor i tożsamość.

## Nagrody
- 1997 Nagroda Północnej Westfalii za sztukę Szklane Oczy (Glasaugen).
- 2004 Stypendium na Syltcie za sztukę Hades.
- 2006 Stypendium PRIM-u za scenariusz filmowy Jabłonki.
- 2009 Nagroda za najlepszą sztukę dla dzieci (Adonis ma gościa) w konkursie organizowanym przez Centrum Sztuki Dziecka w Poznaniu.
- 2010 Trzecia nagroda w konkursie Komediopisanie za sztukę Letnisko[1].